# Guy Sebastian

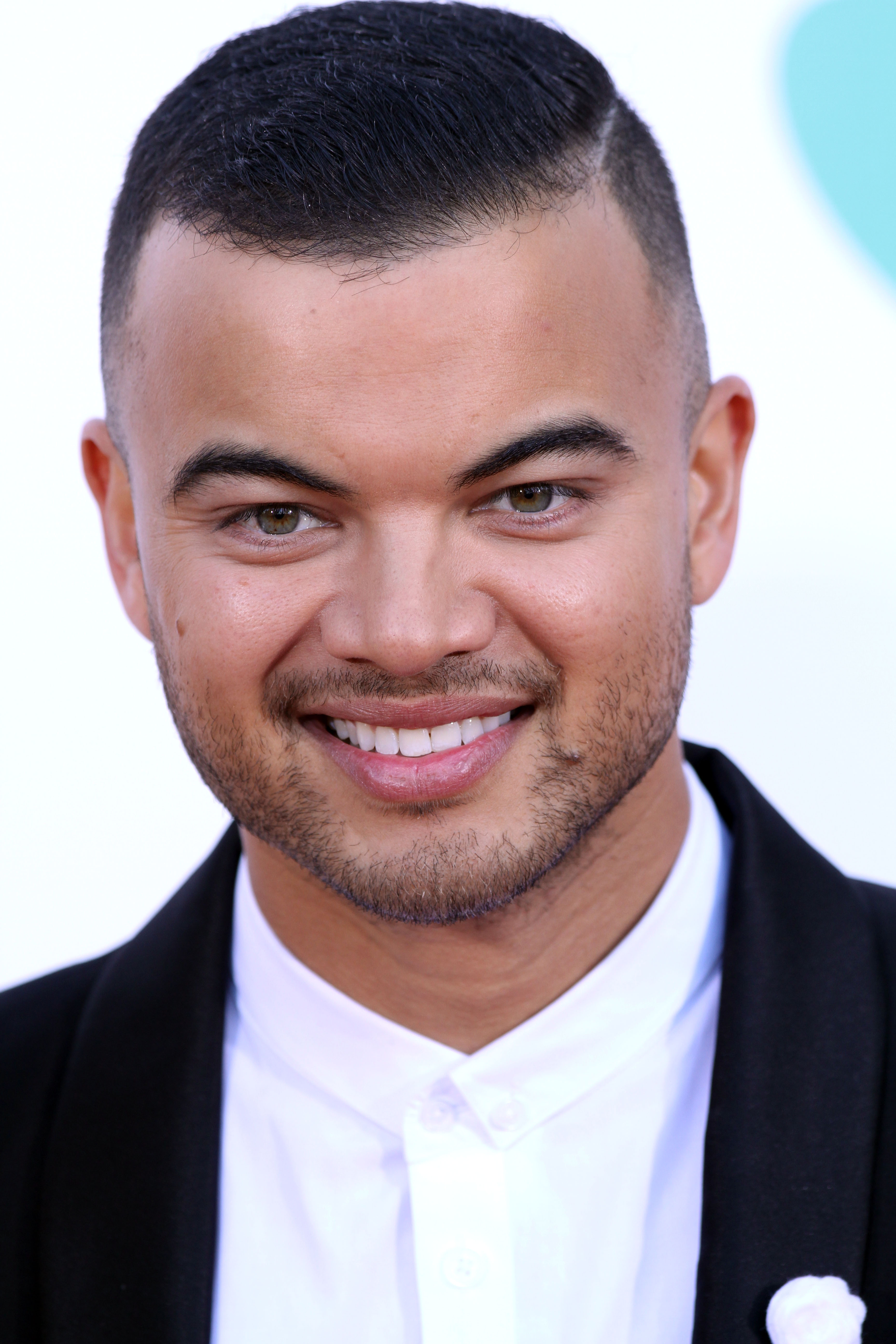
Guy Sebastian (2014)

Guy Theodore Sebastian (* 26. Oktober 1981 in Klang, Malaysia) ist ein australischer Popsänger.

## Karriere
Guy Sebastian ist malaysisch-englischer Abstammung. Geboren wurde er in Malaysia, wo er bis zum sechsten Lebensjahr aufwuchs, dann zog seine Familie nach Melbourne, Victoria und vier Jahre später nach Adelaide, South Australia. Mit 14 Jahren trat er dort dem Jugendchor seiner Kirche bei und trat mit ihm als Solosänger national und international auf. Nach der Schulzeit arbeitete er als Gesangslehrer und Tontechniker, bevor er 2003 an der ersten Staffel der Castingshow Australian Idol, der australischen Ausgabe von Pop Idol, teilnahm.
Sebastian ging im November 2003 als Sieger des Wettbewerbs hervor und wurde von BMG unter Vertrag genommen. Seine kurz darauf veröffentlichte Debütsingle Angels Brought Me Here stieg sofort auf Platz 1 der australischen Charts ein und wurde zur meistverkauften Single aus australischer Produktion. Auch in Neuseeland erreichte sie die Spitze der Charts und sie war auch in einigen asiatischen Ländern erfolgreich. Sein Debütalbum Just as I Am erreichte die höchsten Verkaufszahlen in der ersten Verkaufswoche, die bis dahin ein Album in Australien erreicht hatte und wurde schließlich mit 6-fach-Platin für fast eine halbe Million verkaufte Exemplare ausgezeichnet.
Ende 2003 vertrat er Australien bei der bislang einzigen Veranstaltung von World Idol und wurde siebter von elf Teilnehmern. Die zweite Single All I Need Is You erreichte 2004 ebenso Platz 1 in Australien wie Out with My Baby, das bereits der Vorläufer für das zweite Album war. Beautiful Life erschien im Oktober 2004 und kam auf Platz 2. Nach diesen raschen Anfangserfolgen, die auch ihre Schattenseiten mit zahlreichen Anfeindungen hatten, musste Sebastian erst eine Sinnkrise überwinden. Er konnte danach erst einmal keine Nummer-eins-Platzierungen mehr erreichen, etablierte sich aber über die Jahre auf hohem Niveau. Seinem dritten Album Closer to the Sun Ende 2006 folgte ein Jahr später mit The Memphis Album eine Sammlung von Coverversionen von Soulklassikern zurück bis in die 60er Jahre. Es erreichte Doppel-Platin.

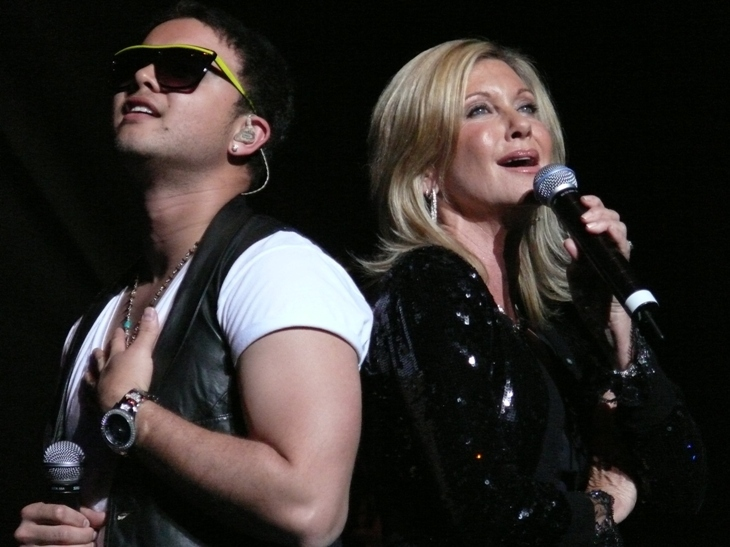
Guy Sebastian 2008 mit Olivia Newton-John

Für sein fünftes Album plante Guy Sebastian auch den Schritt in die Vereinigten Staaten. Eine Download-EP wurde dort im Mai 2009 veröffentlicht. Aufgrund von internen Turbulenzen bei seinem US-Label wurden die ursprünglichen Planungen aufgegeben. Die Single Like It Like That wurde im August in Australien veröffentlicht und wurde seine vierte Nummer-eins-Single. Das gleichnamige Album erscheint in Australien im Oktober 2009.
Von 2010 bis 2012 war Guy Sebastian Teil der Jury von X-Factor Australia. Nach zwei Jahren Pause kehrte Sebastian 2015 in der siebten Staffel zurück.
2012 veröffentlichte er seine bisher erfolgreichste Single Battle Scars, die er gemeinsam mit dem Rapper Lupe Fiasco aufnahm. Bei dem US-Amerikaner revanchierte er sich dafür 2015, in dem er bei dessen Stück Blur My Hands mitwirkte.
2015 repräsentierte er Australien beim Eurovision Song Contest in Wien. Mit dem Lied Tonight Again schaffte er es mit 196 Punkten auf Platz 5.
Seit 2019 ist er Coach bei The Voice Australia.

## Diskografie

### Studioalben
| Jahr | Titel             | Höchstplatzierung, Gesamtwochen, AuszeichnungChartplatzierungen (Jahr, Titel, Platzierungen, Wochen, Auszeichnungen, Anmerkungen) | Höchstplatzierung, Gesamtwochen, AuszeichnungChartplatzierungen (Jahr, Titel, Platzierungen, Wochen, Auszeichnungen, Anmerkungen) | Anmerkungen                             |
| Jahr | Titel             | AU | NZ | Anmerkungen                             |
| ---- | ----------------- | --- | --- | --------------------------------------- |
| 2003 | Just as I Am      | AU1 ×6Sechsfachplatin · (17 Wo.)AU                                                                                                | NZ3 ×2Doppelplatin · (12 Wo.)NZ                                                                                                   | Erstveröffentlichung: 8. Dezember 2003  |
| 2004 | Beautiful Life    | AU2 Platin · (10 Wo.)AU | — | Erstveröffentlichung: 18. Oktober 2004  |
| 2006 | Closer to the Sun | AU4 Platin · (9 Wo.)AU | — | Erstveröffentlichung: 28. Oktober 2006  |
| 2007 | The Memphis Album | AU3 ×2Doppelplatin · (18 Wo.)AU                                                                                                   | — | Erstveröffentlichung: 10. November 2007 |
| 2009 | Like It Like That | AU6 Platin · (19 Wo.)AU | NZ28 (1 Wo.)NZ | Erstveröffentlichung: 23. Oktober 2009  |
| 2010 | Twenty Ten        | AU4 ×2Doppelplatin · (18 Wo.)AU                                                                                                   | NZ24 Gold · (8 Wo.)NZ | Erstveröffentlichung: 19. November 2010 |
| 2012 | Armageddon        | AU1 ×3Dreifachplatin · (31 Wo.)AU                                                                                                 | NZ20 Platin · (4 Wo.)NZ | Erstveröffentlichung: 12. Oktober 2012  |
| 2014 | Madness           | AU6 Gold · (16 Wo.)AU | — | Erstveröffentlichung: 21. November 2014 |
| 2017 | Conscious         | AU4 (8 Wo.)AU | — | Erstveröffentlichung: 3. November 2017  |
| 2020 | T.R.U.T.H.        | AU1 Platin · (30 Wo.)AU | NZ39 (1 Wo.)NZ | Erstveröffentlichung: 16. Oktober 2020  |

### EPs
| Jahr | Titel  | Höchstplatzierung, Gesamtwochen, AuszeichnungChartsChartplatzierungen (Jahr, Titel, Platzierungen, Wochen, Auszeichnungen, Anmerkungen) | Anmerkungen                            |
| Jahr | Titel  | AU | Anmerkungen                            |
| ---- | ------ | --- | -------------------------------------- |
| 2016 | Part 1 | AU31 (2 Wo.)AU | Erstveröffentlichung: 2. Dezember 2016 |

Weitere EPs
- 2007: Your Song
- 2009: Guy Sebastian EP

### Singles
| Jahr | Titel Album                                | Höchstplatzierung, Gesamtwochen, AuszeichnungChartplatzierungen (Jahr, Titel, Album, Platzierungen, Wochen, Auszeichnungen, Anmerkungen) | Höchstplatzierung, Gesamtwochen, AuszeichnungChartplatzierungen (Jahr, Titel, Album, Platzierungen, Wochen, Auszeichnungen, Anmerkungen) | Höchstplatzierung, Gesamtwochen, AuszeichnungChartplatzierungen (Jahr, Titel, Album, Platzierungen, Wochen, Auszeichnungen, Anmerkungen) | Höchstplatzierung, Gesamtwochen, AuszeichnungChartplatzierungen (Jahr, Titel, Album, Platzierungen, Wochen, Auszeichnungen, Anmerkungen) | Höchstplatzierung, Gesamtwochen, AuszeichnungChartplatzierungen (Jahr, Titel, Album, Platzierungen, Wochen, Auszeichnungen, Anmerkungen) | Höchstplatzierung, Gesamtwochen, AuszeichnungChartplatzierungen (Jahr, Titel, Album, Platzierungen, Wochen, Auszeichnungen, Anmerkungen) | Anmerkungen |
| Jahr | Titel Album                                | DE | AT | CH | US | AU | NZ | Anmerkungen |
| ---- | ------------------------------------------ | --- | --- | --- | --- | --- | --- | --- |
| 2003 | Angels Brought Me Here Just as I Am        | — | — | — | — | AU1 ×5Fünffachplatin · (12 Wo.)AU | NZ1 Platin · (22 Wo.)NZ | Erstveröffentlichung: 24. November 2003 |
| 2004 | All I Need Is You Just as I Am             | — | — | — | — | AU1 Platin · (12 Wo.)AU | NZ5 (14 Wo.)NZ | Erstveröffentlichung: 23. Februar 2004 |
| 2004 | Out with My Baby Beautiful Life            | — | — | — | — | AU1 Platin · (14 Wo.)AU | — | Erstveröffentlichung: 26. September 2004 |
| 2004 | Kryptonite Beautiful Life                  | — | — | — | — | AU15 (8 Wo.)AU | — | Erstveröffentlichung: 22. November 2004 |
| 2005 | Oh Oh Beautiful Life                       | — | — | — | — | AU11 (11 Wo.)AU | — | Erstveröffentlichung: 6. März 2005 |
| 2006 | Taller, Stronger, Better Closer to the Sun | — | — | — | — | AU3 Gold · (13 Wo.)AU | — | Erstveröffentlichung: 16. September 2006 |
| 2006 | Elevator Love Closer to the Sun            | — | — | — | — | AU11 Gold · (15 Wo.)AU | — | Erstveröffentlichung: 2. Dezember 2006 |
| 2007 | Cover on My Heart Closer to the Sun        | — | — | — | — | AU32 (1 Wo.)AU | — | Erstveröffentlichung: 28. Juli 2007 |
| 2009 | Like It Like That                          | — | — | — | — | AU1 ×5Fünffachplatin · (25 Wo.)AU | NZ30 Gold · (6 Wo.)NZ | Erstveröffentlichung: 7. August 2009 |
| 2009 | Art of Love Like It Like That              | — | — | — | — | AU8 ×2Doppelplatin · (21 Wo.)AU | NZ7 Platin · (16 Wo.)NZ | Erstveröffentlichung: 20. November 2009 featuring Jordin Sparks                                                                                      |
| 2010 | Who’s That Girl Twenty Ten                 | — | — | — | — | AU1 ×6Sechsfachplatin · (19 Wo.)AU | NZ1 ×2Doppelplatin · (24 Wo.)NZ | Erstveröffentlichung: 5. November 2010 featuring Eve                                                                                                 |
| 2011 | All Night Long 2011 –                      | — | — | — | — | AU26 (1 Wo.)AU | NZ12 (2 Wo.)NZ | Erstveröffentlichung: 18. März 2011 Lionel Richie featuring Guy Sebastian Benefizsingle für Opfer von Naturkatastrophen in Australien und Neuseeland |
| 2011 | Don’t Worry Be Happy Armageddon            | — | — | — | — | AU5 ×5Fünffachplatin · (19 Wo.)AU | NZ26 Gold · (1 Wo.)NZ | Erstveröffentlichung: 18. November 2011 |
| 2012 | Gold Armageddon                            | — | — | — | — | AU10 Platin · (6 Wo.)AU | — | Erstveröffentlichung: 11. Mai 2012 |
| 2012 | Battle Scars Armageddon                    | — | — | — | US71 ×3Dreifachplatin · (20 Wo.)US | AU1 ×1414-fach-Platin · (25 Wo.)AU | NZ2 ×3Dreifachplatin · (22 Wo.)NZ | Erstveröffentlichung: 10. August 2012 featuring Lupe Fiasco                                                                                          |
| 2012 | Get Along Armageddon                       | — | — | — | — | AU5 ×3Dreifachplatin · (14 Wo.)AU | NZ9 Gold · (7 Wo.)NZ | Erstveröffentlichung: 30. November 2012 |
| 2013 | Like a Drum Madness                        | — | — | — | — | AU4 ×5Fünffachplatin · (18 Wo.)AU | NZ13 Platin · (14 Wo.)NZ | Erstveröffentlichung: 25. Oktober 2013 |
| 2014 | Come Home with Me Madness                  | — | — | — | — | AU13 Platin · (7 Wo.)AU | — | Erstveröffentlichung: 8. August 2014 |
| 2014 | Mama Ain’t Proud Madness                   | DE92 (2 Wo.)DE | — | — | — | AU17 Gold · (6 Wo.)AU | — | Erstveröffentlichung: 20. Oktober 2014 featuring 2 Chainz                                                                                            |
| 2015 | Linger Madness                             | — | — | — | — | AU17 Platin · (10 Wo.)AU | — | Erstveröffentlichung: 13. Januar 2015 featuring Lupe Fiasco                                                                                          |
| 2015 | Tonight Again Madness                      | DE44 (1 Wo.)DE | AT16 (3 Wo.)AT | CH47 (1 Wo.)CH | — | AU12 Gold · (4 Wo.)AU | — | Erstveröffentlichung: 7. April 2015 Australiens Beitrag zum Eurovision Song Contest 2015                                                             |
| 2015 | Black & Blue –                             | — | — | — | — | AU17 Platin · (10 Wo.)AU | — | Erstveröffentlichung: 13. November 2015 |
| 2016 | Set in Stone Conscious                     | — | — | — | — | AU11 ×2Doppelplatin · (7 Wo.)AU | — | Erstveröffentlichung: 28. Oktober 2016 |
| 2018 | Before I Go T.R.U.T.H.                     | — | — | — | — | AU43 ×2Doppelplatin · (4 Wo.)AU | — | Erstveröffentlichung: 2. November 2018 |
| 2019 | Choir T.R.U.T.H.                           | — | — | — | — | AU7 ×6Sechsfachplatin · (27 Wo.)AU | — | Erstveröffentlichung: 31. Mai 2019 |
| 2020 | Standing with You T.R.U.T.H.               | — | — | — | — | AU10 ×2Doppelplatin · (10 Wo.)AU | — | Erstveröffentlichung: 26. Juni 2020 |

Weitere Singles
- 2017: Bloodstone (AU: Platin)
- 2019: Let Me Drink (featuring The HamilTones & Wale, AU: Gold)
- 2020: Love on Display (AU: Platin)
- 2021: Believer (AU: Gold)

## Auszeichnungen für Musikverkäufe
| Silberne Schallplatte - Vereinigtes Königreich - 2024: für die Single Battle Scars Goldene Schallplatte - Dänemark - 2022: für die Single Battle Scars - Schweden - 2013: für die Single Battle Scars - 2015: für die Single Tonight Again | Platin-Schallplatte - Niederlande - 2019: für die Single Before I Go - Schweden - 2015: für die Single Like a Drum |

Anmerkung: Auszeichnungen in Ländern aus den Charttabellen bzw. Chartboxen sind in ebendiesen zu finden.
| Land/RegionAuszeichnungen für Musikverkäufe (Land/Region, Auszeichnungen, Verkäufe, Quellen) | Silber  | Gold       | Platin       | Verkäufe  | Quellen                           |
| -------------------------------------------------------------------------------------------- | ------- | ---------- | ------------ | --------- | --------------------------------- |
| Australien (ARIA)                                                                            | —       | 7× Gold7   | 82× Platin82 | 5.985.000 | aria.com.au                       |
| Dänemark (IFPI)                                                                              | —       | Gold1      | —            | 45.000    | ifpi.dk                           |
| Neuseeland (RMNZ)                                                                            | —       | 4× Gold4   | 11× Platin11 | 192.500   | aotearoamusiccharts.co.nz NZ2 NZ3 |
| Niederlande (NVPI)                                                                           | —       | —          | Platin1      | 80.000    | nvpi.nl                           |
| Schweden (IFPI)                                                                              | —       | 2× Gold2   | Platin1      | 80.000    | sverigetopplistan.se              |
| Vereinigte Staaten (RIAA)                                                                    | —       | —          | 3× Platin3   | 3.000.000 | riaa.com                          |
| Vereinigtes Königreich (BPI)                                                                 | Silber1 | —          | —            | 200.000   | bpi.co.uk                         |
| Insgesamt                                                                                    | Silber1 | 14× Gold14 | 98× Platin98 |           |                                   |